# 섹스 애나벨 청 스토리
《섹스 애나벨 청 스토리》(Sex: The Annabel Chong Story)는 캐나다에서 제작된 고프 루이스 감독의 1999년 다큐멘터리 영화이다. 애나벨 청 등이 주연으로 출연하였고 고프 루이스 등이 제작에 참여하였다.

## 출연

### 주연
- 애나벨 청
- 존 T. 본

### 조연
- 에드 파워스
- 딕 제임스
- 알 골드스타인
- 론 제레미
- 오나 지
- 마이클 J. 콕스
- 자스민 세인트 클레어
- 제리 스프링거

## 기타
- 협력프로듀서: 글로리아 프라이어